# Distretto di Jumbilla
Il distretto di Jumbilla è un distretto del Perù nella provincia di Bongará (regione di Amazonas) con 1.569 abitanti al censimento 2007 dei quali 1.385 urbani e 184 rurali.
È stato istituito il 26 dicembre 1870.